# Takeshi Aoki
Takeshi Aoki (青木剛?, Aoki Takeshi; Takasaki, 28 settembre 1982) è un ex calciatore giapponese, di ruolo difensore o centrocampista.

## Palmarès

### Club

#### Competizioni nazionali
- Campionato giapponese: 4

Kashima Antlers: 2001, 2007, 2008, 2009

#### Competizioni internazionali
- Coppa Suruga Bank: 1

Kashima Antlers: 2013

### Nazionale
- Giochi asiatici: 1

2002